# Ewangelicko-Luterański Kościół Północnych Niemiec

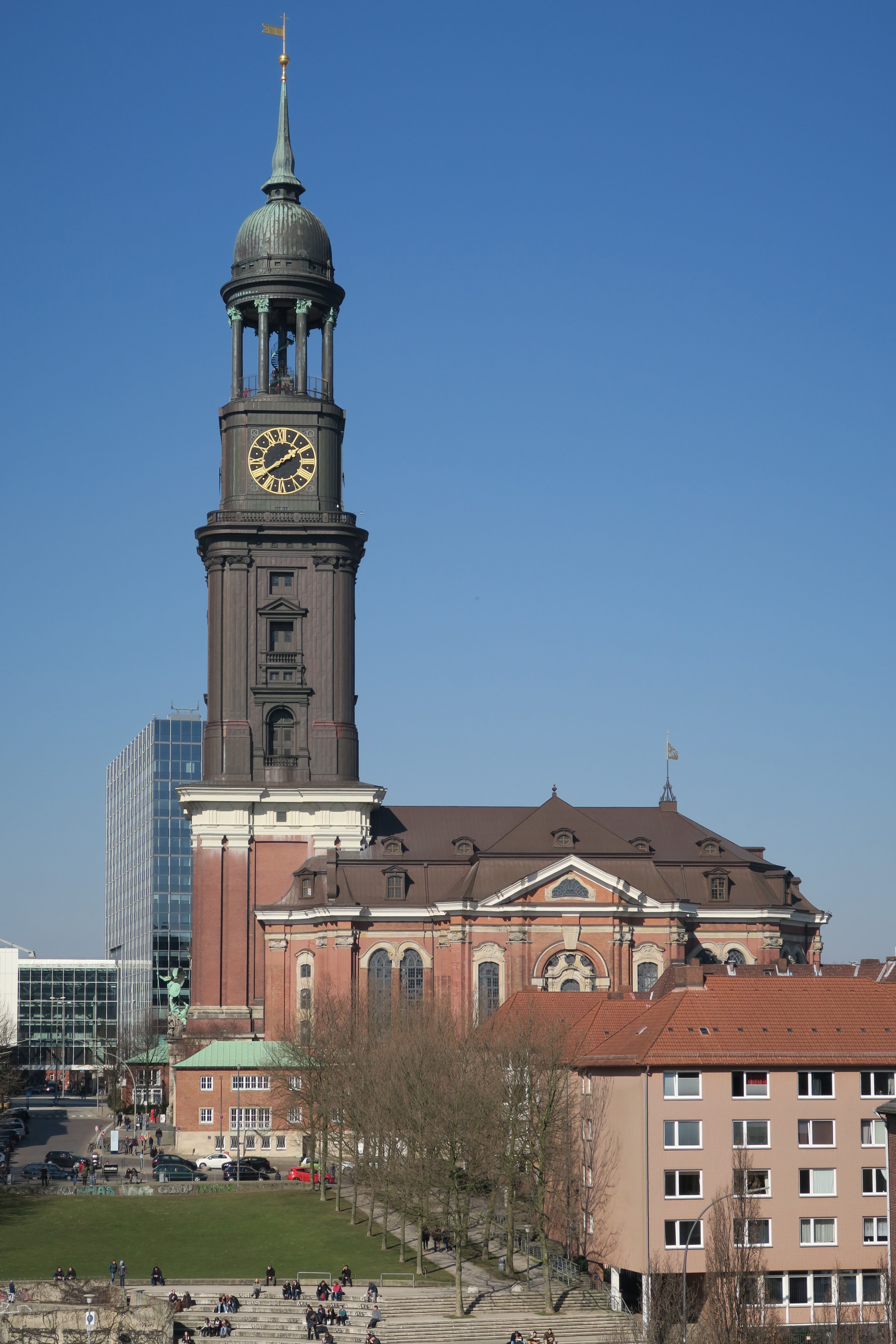
Kościół Główny św. Michała w Hamburgu

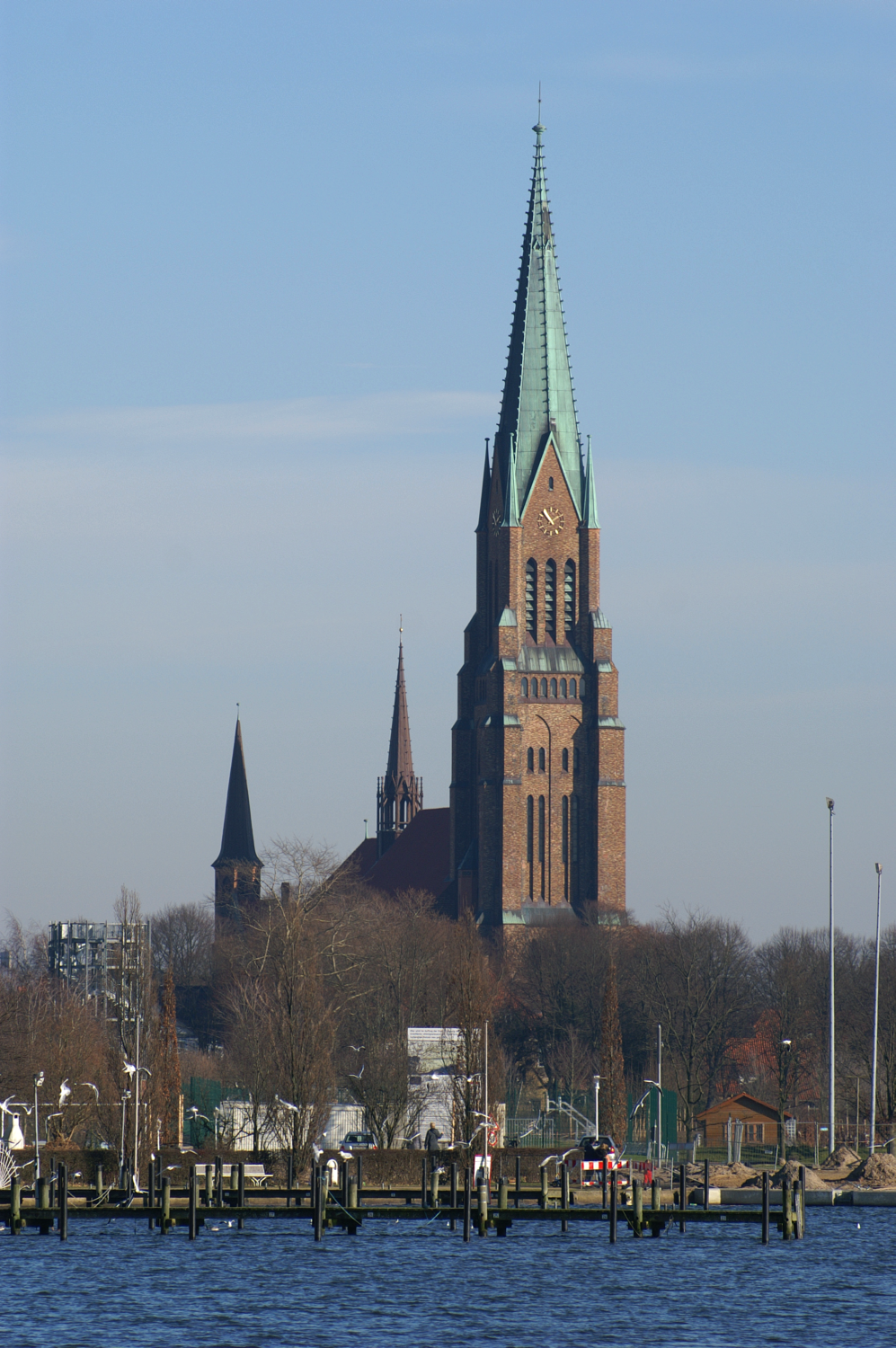
Katedra św. Piotra w Szlezwiku

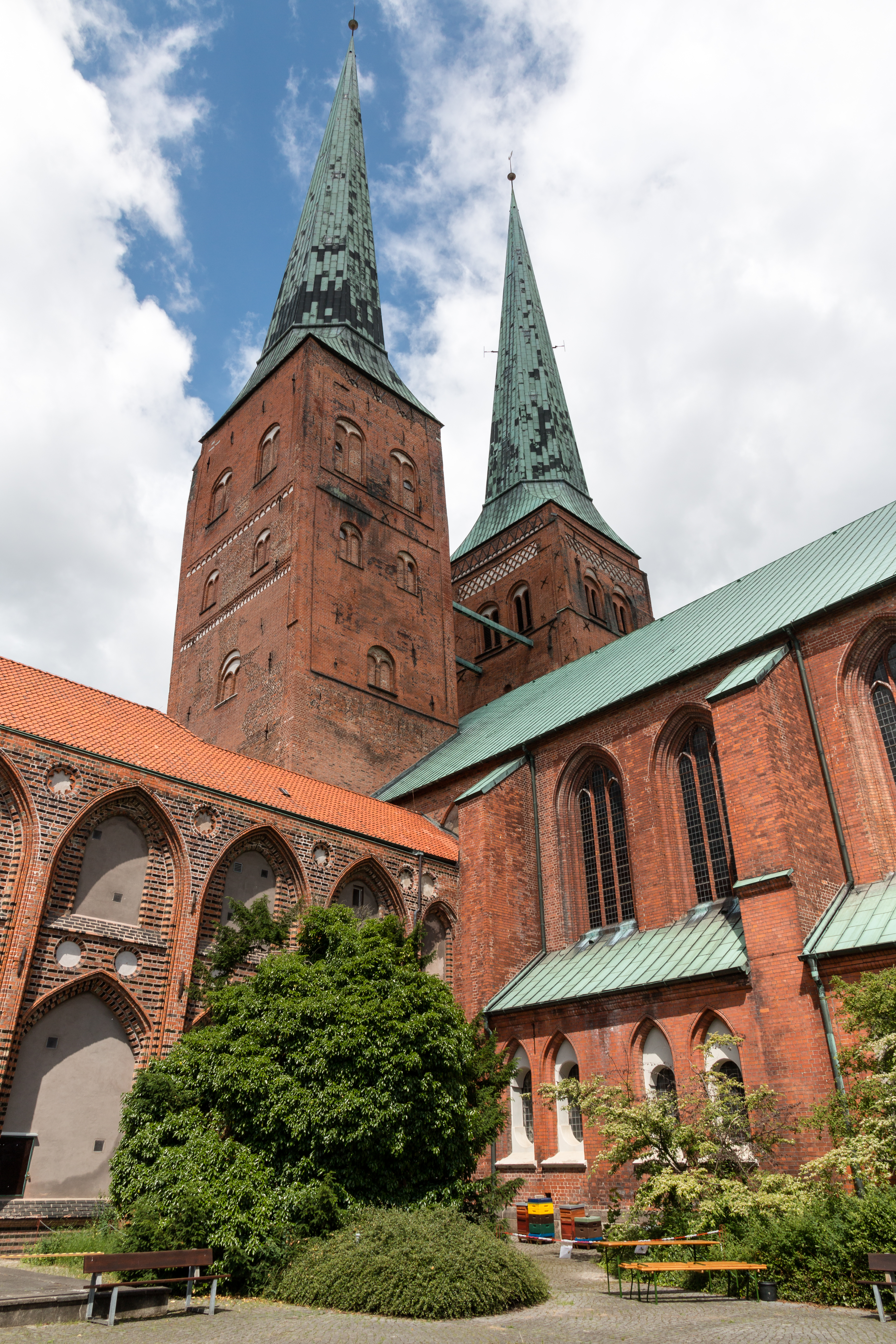
Katedra w Lubece

Ewangelicko-Luterański Kościół Północnych Niemiec (niem. Evangelisch-Lutherische Kirche in Norddeutschland) – jeden z 20 kościołów tworzących Kościół Ewangelicki w Niemczech z siedzibą w Kilonii. 
Działa w landach Meklemburgia-Pomorze Przednie, Szlezwik-Holsztyn i Hamburg. Zrzesza 995 zborów w 13 okręgach kościelnych. W 2019 r. liczył 1.939.750 wiernych. Posiada 1.880 kościołów i kaplic.
W kościele pracuje 1.703 duchownych, także 84.000 wolontariuszy działających w poszczególnych zborach i instytucjach kościelnych.

## Historia
Ewangelicko-Luterański Kościół Północnych Niemiec jest najmłodszym z kościołów wchodzących w skład Kościoła Ewangelickiego w Niemczech. 
Kościół został powołany w dniu święta Zesłania Ducha Świętego w 2012 r. w wyniku połączenia Ewangelicko-Luterańskiego Kościoła Krajowego Północnej Łaby, Ewangelicko-Luterańskiego Kościoła Krajowego Meklemburgii oraz Pomorskiego Kościoła Ewangelickiego.

## Organizacja

### Podział administracyjny
Kościół podzielony jest na trzy regiony (Sprengel), zrzeszające 13 obwodów kościelnych (Kirchenkreis):
- Hamburg i Lubeka
  - Hamburg-Wschód
  - Hamburg-Zachód/Holsztyn Południowy
  - Lubeka-Lauenburg
- Szlezwik i Holsztyn
  - Szlezwik-Flensburg
  - Fryzja Północna
  - Dithmarschen
  - Rendsburg-Eckernförde
  - Stary Holsztyn
  - Rantzau-Münsterdorf
  - Plön-Segeberg
  - Ostholstein
  - Szlezwik Północny (na terenie Danii)
- Meklemburgia i Pomorze
  - Meklemburgia
  - Pomorze

### Władze Kościoła

#### Synod Krajowy
Synod Krajowy (Landessynode) jest parlamentem kościelnym, a tym samym komitetem wykonawczym Kościoła Północnych Niemiec. Synod Krajowy uosabia jedność i różnorodność wspólnot kościelnych, jego obwodów oraz wszelkiej działalności. Synod decyduje o wszystkich sprawach Kościoła Północnego w ramach obowiązującego prawa i może kierować stanowiska wobec opinii publicznej.

#### Konsystorz
Konsystorz (Kirchenleitung) doradza w sprawie podstawowego planowania kościelnego i decyduje o sprawach dotyczących służby urzędników Kościoła. Pomaga również w wyborze lub mianowaniu duchownych, urzędników kościoła i starszego personelu. Praca Konsystorza jest nadzorowana przez Urząd Kościelny.
Członkowie pierwszego Konsystorza Kościoła Północnego pełnili kadencję do 2019 r. Wybrani zostali przez Synod Krajowy w 2013 r. Biskup regionalny pozostaje jego przewodniczącym (od 2019 r. urząd ten sprawuje Kristina Kühnbaum-Schmidt).
Siedziba Konsystorza znajduje się w Schwerin.

### Władze obwodów kościelnych

#### Synod Obwodu Kościelnego
Synod Obwodu Kościelnego stanowi formę jego parlamentu. Liczy od 44 do 154 członków, w zależności od wielkości obwodu. Delegaci do Synodu wybierani są poprzez głosowanie.
Synod Obowodu Kościelnego zajmuje stanowiska w kwestiach życia kościelnego i publicznego, określa rozkład funduszy pomiędzy zbory, decyduje o biurach i instytucjach wszystkich kościołów w obwodzie. Wybiera również kapłanów i członków Rady Obwodu Kościelnego.

#### Rada Obwodu Kościelnego
Rada Obwodu Kościelnego zarządza i prowadzi nadzór nad sprawami i pracownikami obwodu kościelnego oraz nadzoruje realizację działań administracyjnych. Ustala też budżet oraz zajmuje się wdrażaniem decyzji Synodu. Członkowie Rady są zwykle wybierani spośród grona delegatów do Synodu Obwodu.